# Чакальтая
Чакальтая (исп. Chacaltaya, кечуа Chakaltaya, айм. Chaqaltaya) — горный хребет с ледником в Боливии высотой 5421 м с видом на озеро Титикака. Вершина расположена в 30 км от Ла-Паса. Чакальтая является одной из высоких гор в Южной Америке и её ледник одним из первых сильно уменьшился в размерах из-за изменения климата. Ледник образовался более 18 000 лет назад, а с 1980 года уменьшился более, чем на 80 %. С 2009 года, как и ожидалось учёными, ледник полностью исчез.
В высокогорных областях Боливии живёт индейское племя аймара, и название хребта с их языка переводится как «холодный путь».

## Горнолыжный курорт

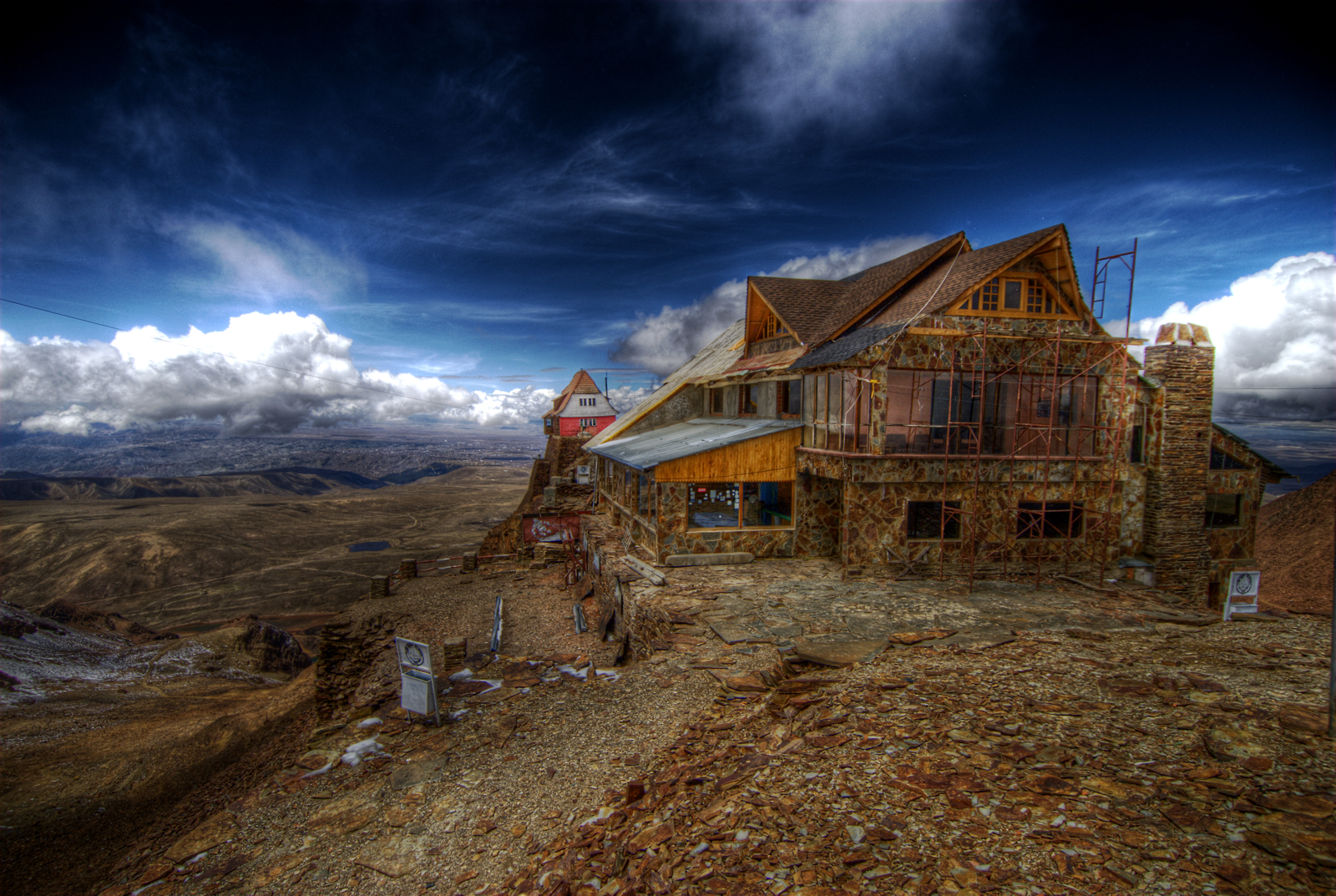
Горнолыжный курорт Чакальтая

Гора Чакальтая является единственным горнолыжным курортом в Боливии. Это самый северный горнолыжный курорт Южной Америки, один из самых высоких курортов, обслуживаемых канатной дорогой, и второй по близости к экватору. В 1939 году здесь был построен первый бугельный подъёмник в Южной Америке с автоматической тягой. Дорога к лагерю на высоте 200 м также была построена в 1930-х годах. Из-за чрезвычайно холодной погоды зимой подъёмник работал только по выходным с ноября по март. Курорт был построен и до сих пор содержится Club Andino Boliviano, хотя из-за глобального потепления снизилось годовое количество осадков и существенно сократились области, подходящие для горнолыжного спорта.

## Обсерватория

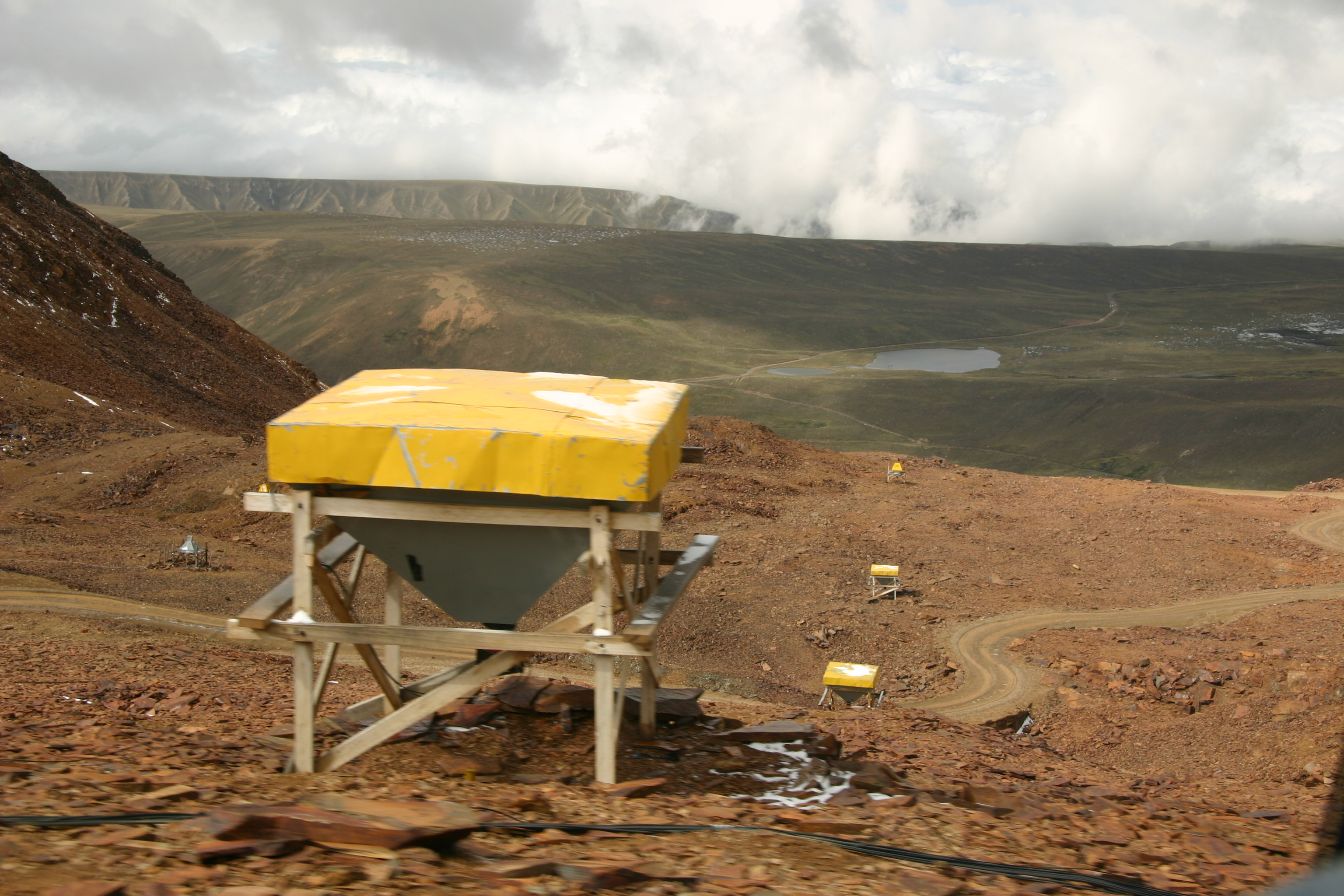
Детектор частиц в обсерватории Чакальтая

На высоте 5220 м расположена астрофизическая обсерватория Чакалтая (исп. Observatorio de Física Cósmica), которую используют многие университеты по всему миру. Эта обсерватория занимает важное место в исследовании гамма-излучения.
В 1980 году, после встречи учёных из нескольких стран в Находке, был создан работающий и в настоящее время проект Международной коллаборации под названием «Памир — Чакальтая», была проведена совместная экспозиция на Памире и на Чакальтае. В Париже в 1981 году, во время работы на 17-й «Международной конференции по космическим лучам» было подписано соглашение, координирующее работу учёных, о совместном сотрудничестве в рамках коллаборации «Памир — Чакальтая». Этот проект объединил усилия физиков из восьми стран: России, Японии, Польши, Бразилии, Боливии, Грузии, Узбекистана и Таджикистана.